# Австралия на летних Олимпийских играх 1980
Австралия принимала участие в летних Олимпийских играх 1980 года в Москве в 19-й раз за свою историю и завоевала две золотые, две серебряные и пять бронзовых медалей. Сборная страны состояла из 120 человек (92 мужчины, 28 женщин). Австралия выступала под олимпийским флагом и шла первой после сборной Греции, всегда открывающей Олимпийские игры, согласно русскому алфавиту (в других алфавитах, включая латинский, название Австралии не стоит раньше других стран). Около 80 австралийских атлетов не прибыли на Олимпиаду из-за бойкота. 7 из 9 наград австралийцы выиграли в плавании.

## Медалисты
| Медаль  | Спортсмен                                     | Вид спорта                  | Дисциплина                             |
| ------- | --------------------------------------------- | --------------------------- | -------------------------------------- |
| Золото  | Мишель Форд                                   | Плавание                    | Женщины, 800 м вольным стилем          |
| Золото  | Нил Брукс Марк Керри Питер Эванс Марк Тонелли | Плавание                    | Мужчины, 4×100 м комплексным плаванием |
| Серебро | Ричард Митчелл                                | Лёгкая атлетика             | Мужчины, 400 м                         |
| Серебро | Джон Сумеджи                                  | Гребля на байдарках и каноэ | Мужчины, байдарка-одиночка, 500 м      |
| Бронза  | Грэм Брюэр                                    | Плавание                    | Мужчины, 200 м вольным стилем          |
| Бронза  | Макс Метцкер                                  | Плавание                    | Мужчины, 1500 м вольным стилем         |
| Бронза  | Марк Керри                                    | Плавание                    | Мужчины, 200 м на спине                |
| Бронза  | Питер Эванс                                   | Плавание                    | Мужчины, 100 м на спине                |
| Бронза  | Мишель Форд                                   | Плавание                    | Женщины, 200 м баттерфляем             |

## Результаты соревнований

### Академическая гребля
В следующий раунд из каждого заезда проходили несколько лучших экипажей (в зависимости от дисциплины). В финал A выходили 6 сильнейших экипажей, ещё 6 экипажей, выбывших в полуфинале, распределяли места в малом финале B.
Мужчины
| Соревнование | Спортсмены            | Предварительный заезд | Предварительный заезд | Предварительный заезд | Отборочный заезд | Отборочный заезд | Отборочный заезд | Полуфинал | Полуфинал | Полуфинал | Финал   | Финал   | Итоговое место |
| Соревнование | Спортсмены            | Заезд                 | Время                 | Место                 | Заезд            | Время            | Место            | Заезд     | Время     | Место     | Время   | Место   | Итоговое место |
| ------------ | --------------------- | --------------------- | --------------------- | --------------------- | ---------------- | ---------------- | ---------------- | --------- | --------- | --------- | ------- | ------- | -------------- |
| двойки       | Роберт Ланг Джон Болт | 2                     | 7:50,05               | 5                     | 1                | 7:13,24          | 3 Q              | 2         | 7:11,76   | 6 QB      | Финал B | Финал B | 10             |
| двойки       | Роберт Ланг Джон Болт | 2                     | 7:50,05               | 5                     | 1                | 7:13,24          | 3 Q              | 2         | 7:11,76   | 6 QB      | 6:59,13 | 4       | 10             |